# Jan Beskow
Jan Eilert Beskow, född 17 mars 1931 i Uppsala, död 11 december 2020 i Göteborg, var en svensk psykiater och socialmedicinare, främst känd för sin forskning om självmord.

## Biografi
Beskow avlade studentexamen i Sigtuna 1949, medicine kandidat vid Uppsala universitet 1953 och medicine licentiat där 1959. Han blev medicine doktor vid Göteborgs universitet 1979 på avhandlingen Suicide and mental disorder in Swedish men. Avhandlingen tog ett tiotal år att färdigställa, och baserades på intervjuer med efterlevande till 271 självmord, där Beskow själv genomförde intervjuerna. Han blev senare docent vid Göteborgs universitet och innehade olika läkarförordnanden 1959–1960, var klinisk amanuens vid socialmedicinska institutionen i Umeå 1960–1962, underläkare vid medicinska kliniken på Umeå lasarett 1962–1964, tillförordnad professor i socialmedicin vid Umeå universitet 1964–1966 och blev klinisk amanuens vid psykiatriska kliniken på Umeå lasarett 1966 och var senare verksam som överläkare på Sahlgrenska Universitetssjukhuset i Göteborg. Han tilldelades professors namn 1996.
Beskow pensionerades 1997 och övergick då till att vara verksam vid det då nybildade Suicidprevention i Väst (SPIV), där han sedan arbetade med självmordsforskning och kunskapsspridning livet ut.
Beskow kom i början av 1980-talet att lansera olycksfallsperspektivet, synsättet att suicid kan ha sin grund i kognitiv svikt i ovanliga och extrema situationer, där sjävmordet blir en följd av fysiska, psykiska och sociala händelser som blivit alltför belastande. Det innebär att personen i grunden vill leva, men vid ett särskilt tillfälle blir överväldigad av ångest, depression och suicidtankar. Med detta synsätt såg han suicidalitet som ett samhällsproblem som vi gemensamt måste ta ansvar för och inte lägga skuld på enskilda individer som kämpat för sin överlevnad.

### Familj
Jan Beskow var son till medicine doktor Allan Beskow och Eline-Fenger Krog. Han var bror till Ann Beskow.